# Улица Ђорђа Пантелића (Земун)
| Улица Ђорђа Пантелића               | Улица Ђорђа Пантелића      |
| ----------------------------------- | -------------------------- |
|                                     |                            |
| Општина                             | Земун                      |
| Почетак                             | Златиборска улица          |
| Крај                                | Улица Др Недељка Ерцеговца |
| Дужина                              | 300 m                      |
| Ширина                              | 8 m                        |
| Стари називи                        | Станка Пауновића           |
|                                     |                            |
|                                     |                            |
| Централни део улице Ђорђа Пантелића |                            |

Улица Ђорђа Пантелића  се налази у Земуну, у насељу Калварија на лесној заравни изнад старог дела Земуна. Простире се од Златиборске улице па све до малог парка „Калварија” на углу са Улицом Др Недељка Ерцеговца. На улицу се наставља парковска стаза која се низ падину лесног брега каменим степеницама, званим „Калварице”, спушта до Спиртине улице и избија на Улицу Тошин бунар.

## Називи улице
Улица је добила име по др Ђорђу Пантелићу, српском пречанину доктору медицине, књижевнику, лекару кнеза Милоша, и становнику Пожаревца, Митровице и Земуна, великом борцу за српска права у Аустроугарској, земунском добротвору и кореспондентном члану Друштва српске словесности од 11. јуна 1842. године.
И поред промене назива данас су код староседелаце ове улице у паралелној употреби два:
- Стари — Улица Станка Пауновића, који је улица добила 1947. годне по народном хероју Станку Пауновићу, који је био један од организатора и руководилаца Народноослободилачке борбе у Срему. Улица је ово име носила до 2004. године, а у истом периоду неколико околних улица је носило имена народних хероја и истакнутих револуционара.
- Нови — улица Ђорђа Пантелића, који је улица добила 2004. године.

О томе сведоче на неколико приватних зграда и до данас (2019) сачуване табле са оба назива улице (видети слику).

## Положај и пространство
Улица се налази на лесној заравни „Калварија”, једној од три у Општини Земун, изнад улице Тошин бунар на надморској висини од 116. м југозападно од центра старог Земуна у истоименом насељу „Калварија”. Почиње од Златиборске улица на северозападу и у дужини од око 300 метара пружа се ка југоистоку све до парка Калварија, са који прво чини 1/10 североисточне стране улице, а онда са са њом стапа у јединствену целину, на крајњој тачки лесног брега. Одатле се наставља широком парковском стазом, којом се преко бетонског степеништа „Калварица”, на скоро вертикалној падини, спушта све до Спиртине и улице Тошин бунар, а десно под правим углом се укршта са улицом др Недељка Ерцеговца.

## Опште информације
Улица је настала у првој половини 20. века на локацији познатој као Калварија, названој тако по католичком крсту или „крижном путу“ који је на лесном брегу изнад старог дела Земуна стајао од краја 18. века до после Другог светског рата. Својевремено тај простор, је био крајна периферија Земуна са доста винограда, вила и летњиковаца богатијих Земунаца.
Између два светска рата, а још интензивније после Другог светског рата плато Калварије се густо урбанизује и улази потпуно у склоп Земуна који се све брже шири. Оцедни теран лесног брега, са ниским нивоом подземних вода, и повољност леса као подлоге учино је овај део града Земуна привлачним за градњу, па је временом заједно са осталим улицама настала и данашња улица Ђорђа Пантелића.
Простор Калаврије налазио се у непосредној близини немачког предграђа Францестал, а насељавали су га Срби, Хрвати, Немци, Јевреји и др. Након колонизације после Другог светског рата, у њу је досељено становништво из Босне, што је донекле изменило национални састав као и даљи развој саме улице. Улица је добила нови изглед изградњом већег број лепих приватних кућа, па је улица и целог насеље до данас задржало назив „Земунско Дедиње”.
Улица је се породичним кућама претежно стамбеног типа, највише са једним до два спрата и порткровљем, и мањим или већим двориштем углавном у задњем делу плаца. На крају улице је омањи парк Калварија, из кога се пружа панорамски поглед на доњи део Земуна и Нови Београд.
Улица је са осталим делом Калварије и Земуна је добро повезана преко раскрснице на којој се укршта се Првомајском, а са доњим Земуном и Новим Београдом, повезана је пешачком стазом и степеницама. Једне силазе у Улицу Теодора Херцла (бивша улица Прилаз и Јакуба Кубуровића), а друге зване „Калварице, у Улицу Светозара Милетића, која избија на Улицу Тошин бунар.
Улица је гасификована 2006. године и одлично је саобраћајно повезана са другим деловима Земуна и Београда линијама градског превоза 15, 18, 78, као и ноћном линијом 15.
Спомен кућа
На улазу у улицу, са њене леве стране из правца Првомајске, налази се спомен кућа, у којој је од 1930 до 1941. године, активно заседао Револуционарни синдикат Земуна предвођен Комунистичком партијом. Из ове куће десет година је организована борба радничке класе Земуна за остваривање радничких права и пружан снажан отпор владајужем режиму Краљевине Југославије.
У предвечерје Другог светског рата у овој кући су Револуционарни синдикат Земуна и Комунистичком партија започеле припреме радника и других родољуба за општенародни устанак.
Сећања на догађаје који су се у овој кући дешавала више од једну деценију, сачувана су од заборава постављањем пригодне спомен плоче, 1979. године.